# Chhaang

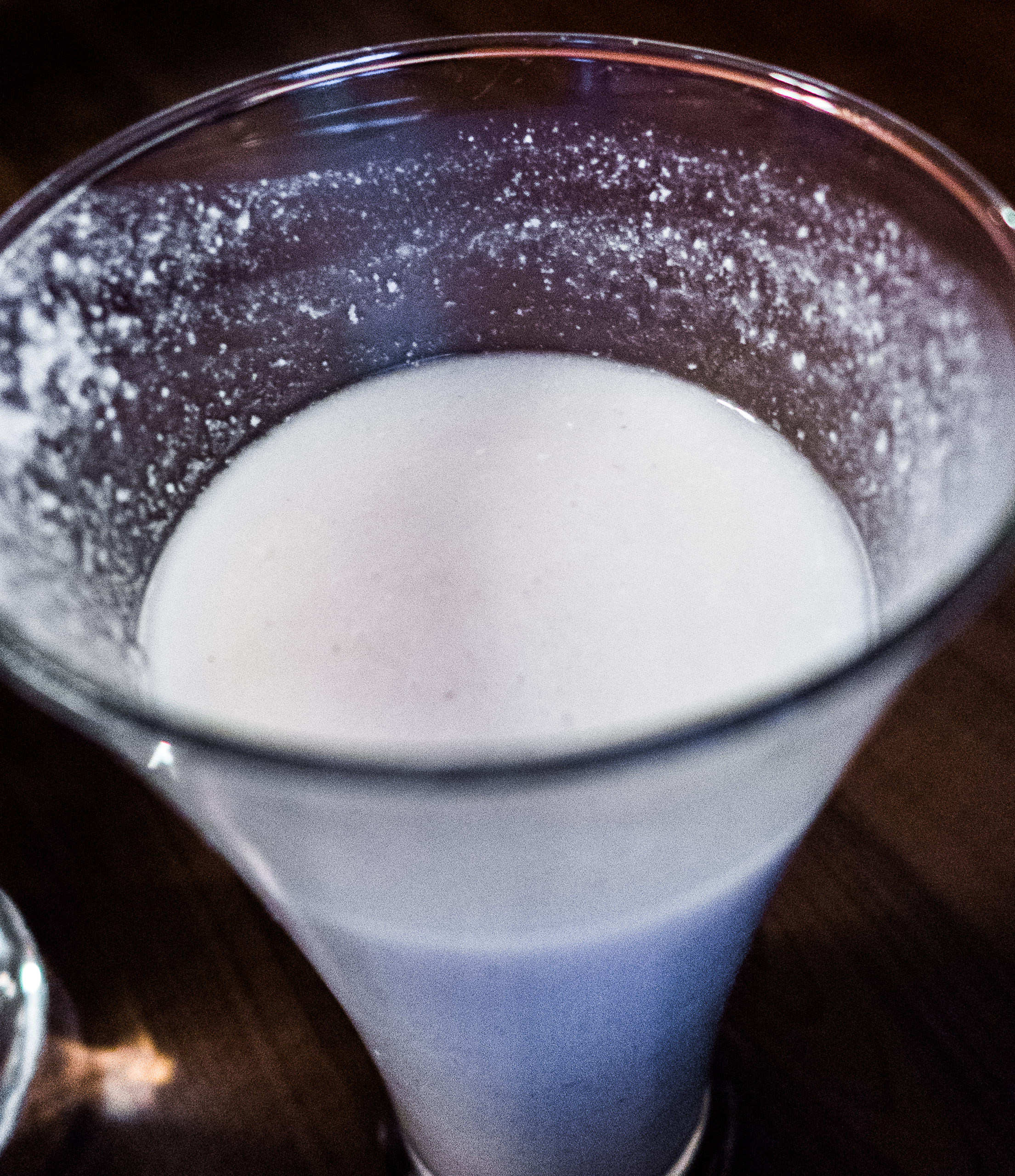
Chhaang tại Nepal được ủ từ gạo

Chhaang hoặc chang (chữ Tạng: ཆང་; Wylie: chang ཆང་, tiếng Newar: थो, tiếng Nepal: छ्याङ) là một loại thức uống có cồn có nguồn gốc từ Nepal và Tây Tạng. Loại đồ uống này chủ yếu phổ biến ở khu vực đông Himalaya trong các cộng đồng dân tộc người Limbu, Newar, Sunuwar, Rai, Gurung, Magars, Sherpa và Tamang.

## Sự xuất hiện theo các khu vực địa lý
Chhaang được tiêu thụ bởi các dân tộc ở Nepal và Tây Tạng. Ngoài ra, loại đồ uống này còn xuất hiện ở các quốc gia láng giềng trong khu vực bao gồm Ấn Độ, Bhutan và một số quốc gia khác với quy mô thấp hơn. Chhaang thường được uống ở điều kiện nhiệt độ phòng vào mùa hè. Chúng được đựng trong các loại chén, bát bằng đồng hoặc cốc gỗ khi thời tiết lạnh hơn. Ở khu vực miền đông Nepal thuộc địa bàn cư trú của người Limbu, loại thức uống này được gọi là Tongba.

## Thành phần và cách pha chế

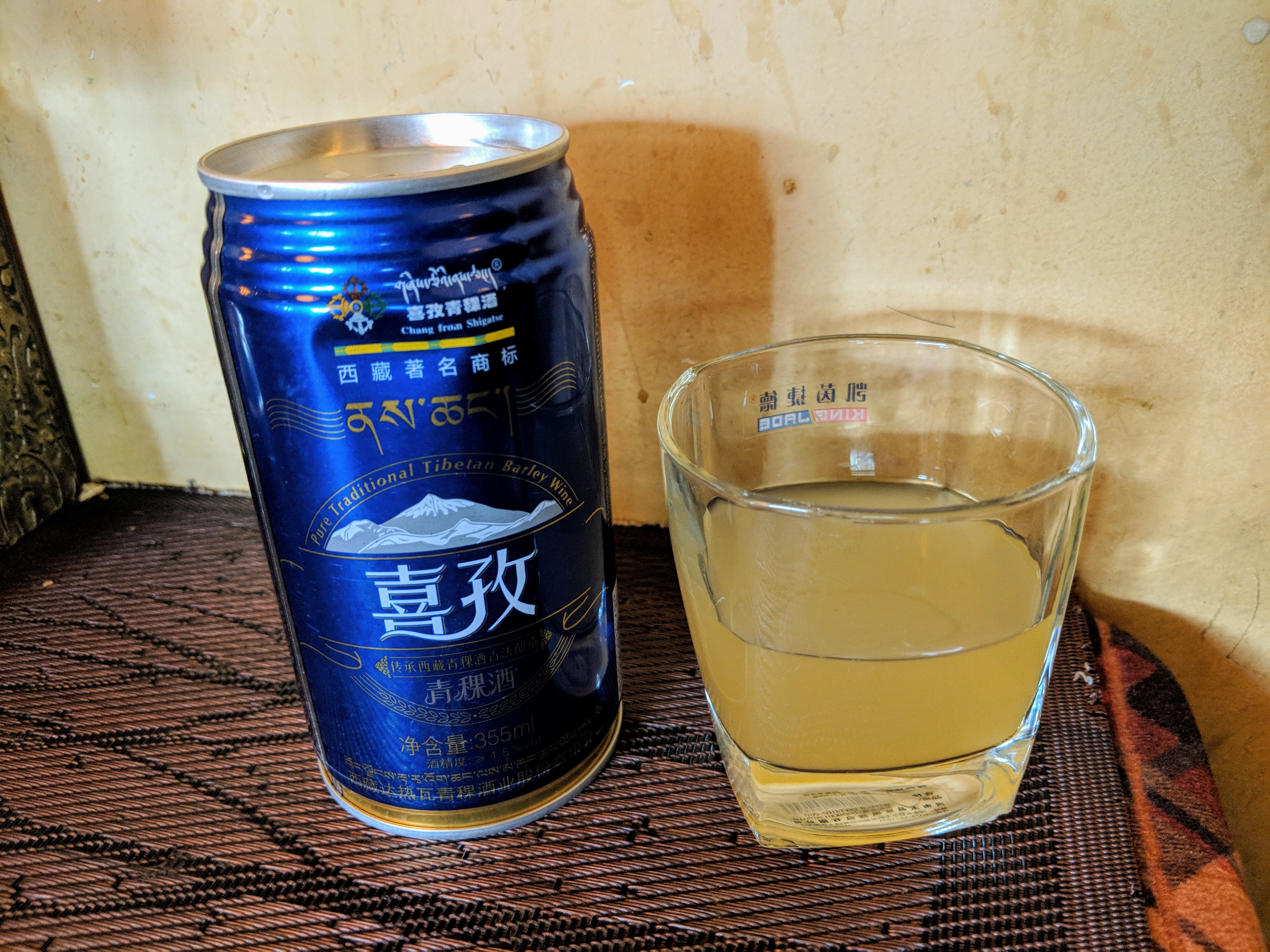
Một loại chhaang Tây Tạng được ủ từ lúa mạch được đóng lon cho mục đích thương mại và tiêu dùng

Chhaang có bản chất gần giống bia với nguyên liệu pha chế chủ yếu là lúa mạch, kê (kê chân vịt) hoặc gạo. Hạt kê bán lên men được nhồi trong một thùng tre gọi là dhungro. Sau đó đổ nước sôi vào và được dẫn qua một ống tre hẹp gọi là pipsing.
Khi lúa mạch luộc đã nguội,, người ta cho thêm men vào và bảo quản trong hai hoặc ba ngày để lên men. Quá trình pha chế này được gọi là glum. Ở Baltistan, người ta thường cho thêm thêm gừng và ô đầu vào để pha chế. Sau khi quá trình lên men hoàn tất, người ta chế thêm nước. Sau đó, chhaang đã sẵn sàng cho việc tiêu thụ.
Ở Lahaul, glum được ép bằng tay thay vì lọc, thu được một loại đồ uống khá nhiều bọt. Dư lượng mạch nha có thể được tái sử dụng bằng cách cho qua lưới lọc và trộn với nước hoặc sữa rồi sử dụng cho việc nướng bánh mì hoặc bánh ngọt.
Gần khu vực đỉnh Everest của Nepal, chhaang được sản xuất bằng cách cho nước nóng vào lúa mạch lên men, và sau đó được uống trong một cái nồi lớn bằng ống hút gỗ.
Loại đồ uống này có bản chất tương tự như một loại thức uống truyền thống của người Limbus là mandokpenaa thee.
Loại jand của Nepal là một loại rượu đục sản xuất bằng cách lọc và chiết xuất với nước từ hỗn hợp lên men. Không giống như Chhang hoặc Tongba, jand được phục vụ trong các cốc lớn. Những đồ uống có cồn này thường được phục vụ cùng với một món khai vị truyền thống gọi là murcha. Murcha thường được làm từ nấm men và nấm mốc tách ra từ nhiều loại cây và được trộn trong bột ngũ cốc.
Loại thức uống này có vị như ale với nồng độ cồn khá thấp. Chúng có tác dụng làm ấm người và là loại thức uống lý tưởng khi nhiệt độ xuống dưới mức âm độ trong điều kiện mùa đông.

## Sử dụng cây aconite làm chất phụ gia (có khả năng gây tử vong)

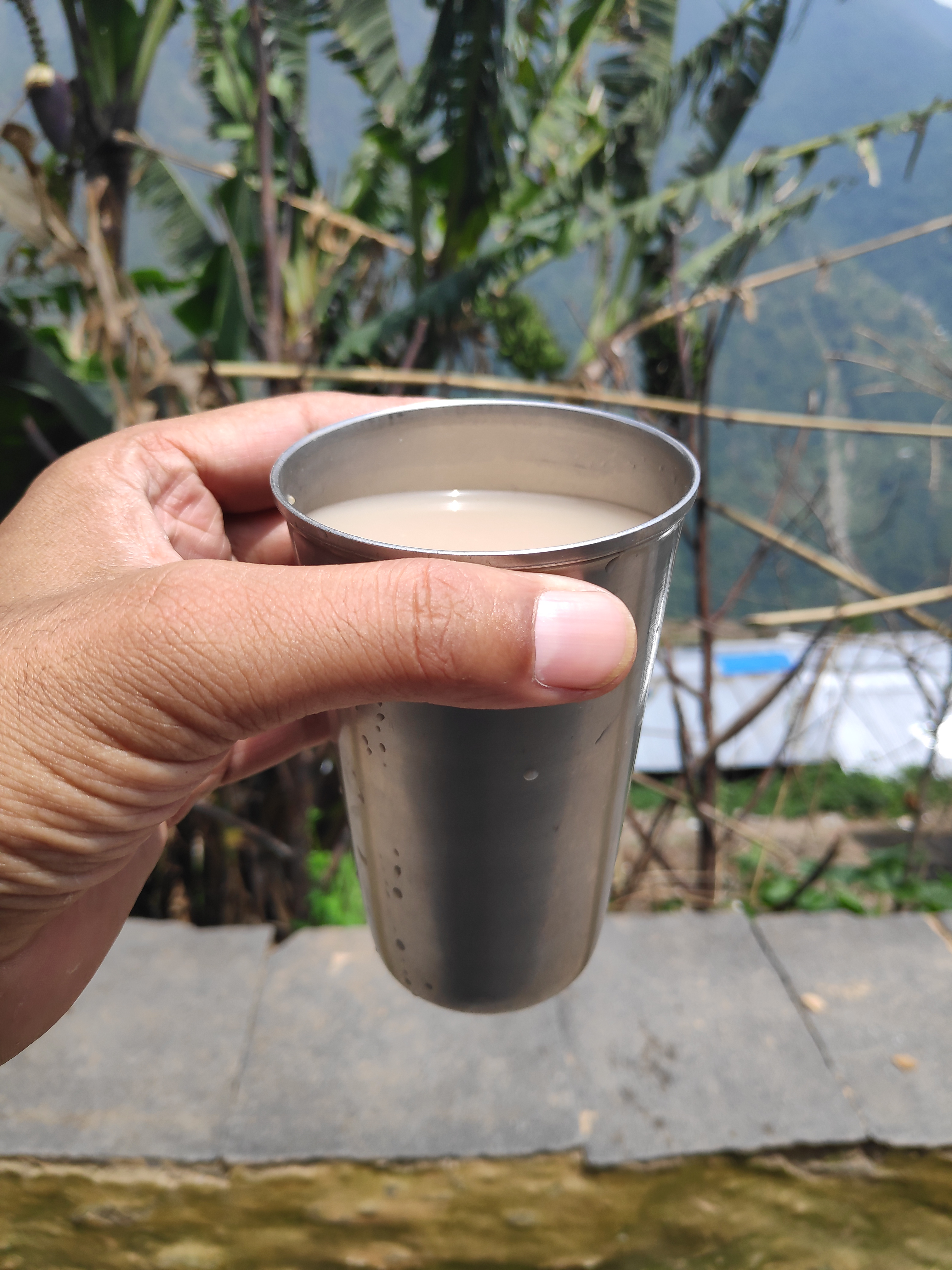
Chhaang

Aconite là một loại thực vật thuộc hai chi thực vật trong họ Ranunculaceae là Aconitum và Eranthis. Các nhà máy sản xuất Chhaang ở Baltistan và Ladakh phần lớn đều sử dụng các loại cây thuộc chi Aconitum có lịch sử lâu dài được sử dụng trong hệ thống y học dân gian châu Á. Aconitum là một trong những loài thực vật có độc tính cao nhất được biết đến, chứa nhiều loại ancaloit cực độc bao gồm aconitine và pseudaconitine. Do đó, việc sử dụng Aconitum như một chất phụ gia trong sản xuất bia có nguy cơ ngộ độc gây tử vong và không nên được thực hiện bởi bất kỳ cá nhân nào có ý định sao chép công thức Chhaang truyền thống. Mặc dù các loài Aconitum khác nhau về mức độ độc tố, nhưng tất cả chúng đều có độc và khi được sử dụng trong y học cổ truyền thì luôn được xử lý theo nhiều phương pháp khác nhau nhằm giảm thiểu độc tính của chúng, trong khi vẫn giữ được các đặc tính trị liệu. Tuy nhiên, nhiều trường hợp tử vong đã xảy ra do sử dụng các loại thuốc chiết xuất từ loại cây này. Một số loại súp thảo dược của Trung Quốc sử dụng loại thảo mộc này cho các công dụng như tăng cường sức mạnh thể chất, tăng cường hệ thống miễn dịch và xua tan 'gió' và 'không khí ẩm'.

## Thần thoại
Chhaang được cho là phương thuốc tốt nhất để bảo vệ cơ thể khỏi cái lạnh khắc nghiệt của những ngọn núi. Nó có nhiều đặc tính chữa bệnh cho các triệu chứng như cảm lạnh thông thường, sốt, viêm mũi dị ứng và nghiện rượu.
Theo truyền thuyết, chhaang cũng là một loại thức uống ưa thích của những người tuyết Yeti, hay người tuyết Himalaya, những người thường tấn công vào các ngôi làng biệt lập trên núi để kiếm thức uống. 

## Tác động đến xã hội
Uống rượu và sử dụng chhaang như vật thờ cúng là một phần của nhiều nghi lễ tôn giáo và các vấn đề xã hội tại Tây Tạng, bao gồm giải quyết tranh chấp, tiếp khách và các nghi lễ ghép đôi.